# Sindika Dokolo
Sindika Dokolo (sinh 16 tháng 3 năm 1972) là người Công- gô nhà sưu tầm nghệ thuật và doanh nhân.Ông sở hữu một trong những bộ sưu tập nghệ thuật đương đại châu Phi quan trọng nhất, bao gồm hơn 3.000 tác phẩm.

## Gia đình và giáo dục
.Sinh ra tại Kinshasa năm 1972, ông được cha mẹ nuôi dưỡng ở Bỉ và Pháp: Augustin Dokolo, một chủ ngân hàng, triệu phú và nhà sưu tầm nghệ thuật châu Phi, và vợ là người Đan Mạch, bà tên là Hanne Kruse. Ông đã tham dự Lycée Saint-Louis-de-Gonzague ở Paris mà cũng là nơi ông tốt nghiệp; sau đó ông học kinh tế, thương mại và ngoại ngữ tại Đại học Pierre và Marie Curie ở Paris.
Trong năm 2002, Sindika kết hôn với Isabel dos Santos, con gái cả của José Eduardo dos Santos, cựu Tổng thống của Angola.

## Thúc đẩy nghệ thuật châu Phi
Thông qua sáng kiến của cha mình, ông bắt đầu một bộ sưu tập nghệ thuật ở tuổi 15. Trong một cuộc phỏng vấn với mạng truyền hình Angolan TPA, Sindika Dokolo nói rằng cha mẹ của ông đã rất thích nghệ thuật: mẹ ông đưa ông đến thăm tất cả các viện bảo tàng ở châu Âu và cha của ông là một nhà sưu tập tuyệt vời của nghệ thuật châu Phi cổ điển. Năm 1995, ông quyết định trở lại Zaire để tham gia kinh doanh - trong tổng số 17 công ty (ngân hàng, chăn nuôi, câu cá, xuất khẩu cà phê, bất động sản, phân phối hàng tiêu dùng, vận chuyển hàng hóa, in ấn, bảo hiểm, khai thác và bán xe). Sau đó tình hình đất nước sụp đổ và hoạt động của họ không thể tồn tại. Các doanh nghiệp gia đình này đã được Quốc hội hóa của Zaire vào năm 1986 dưới thời Tổng thống Mobutu Sese Seko.
Sau đó, ông bắt đầu Quỹ Sindika Dokolo để quảng bá nhiều lễ hội nghệ thuật và văn hóa trong và ngoài nước. Nhiệm vụ của nó là tạo ra một trung tâm nghệ thuật đương đại ở Luanda, không chỉ là những tác phẩm nghệ thuật châu Phi đương đại mà còn tạo ra các điều kiện và hoạt động cần thiết để tích hợp các nghệ sĩ châu Phi trong giới nghệ thuật quốc tế. Dokolo nói rằng mối liên hệ của anh với nghệ thuật không được dự định để được công nhận là một nhà sưu tập vĩ đại, mà là "để giới thiệu các nghệ sĩ châu Phi với thế giới". Quỹ tuân theo nguyên tắc tự do vay mượn các mảnh của nó cho bất kỳ bảo tàng quốc tế nào miễn là bảo tàng trình bày cùng một triển lãm ở một nước châu Phi.
 Sindika Dokolo bắt đầu trình bày như SD Observatorio (tháng 7 năm 2006 - tháng 8 năm 2006) tại Viện nghệ thuật hiện đại Valencia, Trienal de Luanda (tháng 12 năm 2006 - tháng 3 năm 2007), hoặc Danh sách kiểm tra Luanda Pop (tháng 6 năm 2007 - tháng 11 năm 2007) tại Venice Biennale lần thứ 52. Khi nhà sưu tập người Đức Hans Bogatzke qua đời, người phụ trách Fernando Alvim đề nghị với Sindika Dokolo rằng anh ta mua bộ sưu tập 500 mảnh. Bộ sưu tập được bảo đảm với giá thấp vì góa phụ của Hans Bogatzke, mặc dù yêu chồng, không muốn trách nhiệm và vui mừng khi biết rằng nó sẽ được trưng bày ở châu Phi. Vào ngày 25 tháng 1 năm 2010, ông đã tổ chức một cuộc triển lãm lớn cho lễ kỷ niệm 434 của Luanda được gọi là Luanda Suave e Frenética, với nhiều nghệ sĩ phản ánh theo nhiều cách khác nhau về một thành phố "vibrant and smooth".
 Vào tháng 12 năm 2013, Dokolo đã tham dự lễ khai mạc VII Biennial của São Tomé và Príncipe, triển lãm nghệ thuật quốc tế trong nước, nơi mà các tác phẩm nghệ thuật của Quỹ Sindika Dokolo được trưng bày. Trong một cuộc phỏng vấn với tờ báo tiếng Bồ Đào Nha Jornal de Negócios, nhà sưu tầm nghệ thuật đã nói về bộ sưu tập của ông, cho rằng "giá trị gia tăng của cảnh nghệ thuật châu Phi đương đại là đưa ra quan điểm hợp lý và thông minh của một lục địa liên tục di chuyển" theo ý kiến của ông, dự đoán lục địa châu Phi trong tương lai.
 Sindika Dokolo tham gia vào tháng 10 năm 2014 nghệ thuật châu Phi đương đại, được tổ chức tại London với sự tham gia của nhiều nhân vật nổi tiếng, trong đó có Lupita Nyong'o. Tại sự kiện này, một số nghệ sĩ và người nổi tiếng, như người mẫu Alek Wek hay ca sĩ Keziah Jones, đã công khai bày tỏ sự ủng hộ và đánh giá cao công việc của nhà sưu tầm, nêu bật vai trò của Quỹ Sindika Dokolo trong sự phát triển của nghệ thuật châu Phi đương đại.. Bên lề sự tham gia này, Sindika Dokolo nói với New African về các dự án của ông cho Angola và cách "nghệ thuật châu Phi đương đại có thể tiếp cận được với người châu Phi và tác động đến cuộc sống của họ"."
 Vào tháng 3 năm 2015, Sindika Dokolo được trao tặng Huân chương khen thưởng của thành phố Oporto, liên quan đến triển lãm nghệ thuật đương đại You Love Me, You Love Me Not. Vinh dự này là sự công nhận của thành phố về sự đóng góp của Sindika Dokolo, cho phép thành phố Oporto phát triển một trong những dự án có liên quan nhất trong nghệ thuật đương đại ngày nay, giúp thiết lập một “cây cầu tự nhiên” giữa thành phố và thế giới. Triển lãm có các tác phẩm từ bộ sưu tập nghệ thuật của nhà sưu tầm và tập hợp năm mươi nghệ sĩ (không phải tất cả người châu Phi). Đây là triển lãm quan trọng nhất của bộ sưu tập của Quỹ Sindika Dokolo từng đạt được và nó được coi là bộ sưu tập nghệ thuật châu Phi hiện có lớn nhất từ trước tới bây giờ.
 Vào tháng 1 năm 2016, Quỹ Sindika Dokolo đã tăng cường quan hệ với Bồ Đào Nha bằng cách chọn Oporto làm trụ sở chính tại châu Âu. Nằm trên tòa nhà Casa Manoel de Oliveira, trụ sở mới sẽ trở thành nơi "quảng bá mạng lưới tư duy nghệ thuật và tăng cường quan hệ giữa Bồ Đào Nha và Angola, cũng như châu Âu và châu Phi, kỷ niệm nghệ thuật như một yếu tố thống nhất cho mọi người và quốc gia".
Sindika Dokolo đã đưa ra một chiến dịch toàn cầu để buộc các viện bảo tàng phương Tây, các cửa hàng nghệ thuật lẻ và những nhà đấu giá trở lại với nghệ thuật châu Phi. "Những tác phẩm từng được sử dụng trong bảo tàng châu Phi phải hoàn toàn trở về châu Phi", Dokolo nói. Ngoài việc thu thập tác phẩm nghệ thuật, nhà sưu tập còn dành riêng cho việc "khôi phục các mảnh bị đánh cắp trong thời kỳ thuộc địa", một trong những nhiệm vụ được thực hiện với sự giúp đỡ của một nhóm quốc tế.
Trong một cuộc phỏng vấn với tạp chí Jeune Afrique, Sindika Dokolo tiết lộ rằng ông có tham vọng "xây dựng bộ sưu tập nghệ thuật cổ điển đẹp nhất thế giới". Người sưu tầm nghệ thuật cũng tin rằng "thách thức lớn lao của nghệ thuật châu Phi đương đại là có thể thiết lập mối liên hệ và đảm nhận vai trò lưu giữ hiện tượng đặc biệt này là nghệ thuật cổ điển". Không chỉ cho những gì được sản xuất, mà còn cho nơi nghệ thuật trong xã hội, và đó là cách chúng ta định nghĩa các nghệ sĩ và công trình, cách chúng ta sống nghệ thuật. "

## Kinh doanh
Sống ở Luanda  từ năm 1999, Sindika Dokolo là một doanh nhân, và chủ tịch của Sindika Dokolo Foundation.
Ông là thành viên của hội đồng Angola xi măng công ty Nova Cimangola. Sindika Dokolo cũng là thành viên của hội đồng khổng lồ năng lượng mà sở hữu một phần ba của Bồ Đào Nha xăng công ty Galp thông qua các công ty Esperanza Holding BV. 
Nhà sưu tầm nghệ thuật cũng đã đầu tư trong lĩnh vực khác nhau, bao gồm kim cương, dầu, bất động sản và viễn thông, Angola, Bồ Đào Nha, Thụy Sĩ, các Vương quốc Anh và Mozambique. Trong một cuộc phỏng vấn với Azur., anh ta cũng nói rằng mục đích của ông là không "để xây dựng một nhóm tích hợp", mà là để có cơ hội để xem "Angola và các cộng Hòa Dân chủ công Gô như một sự bổ sung của bổ sung" - "một tuần lễ-Oa trục rằng có thể tạo đối trọng với Nam Phi tối cao".